# Lancia cluaca
Lancia cluaca là một loài bướm đêm trong họ Crambidae.